# Mean Streak
Mean Streak in Cedar Point (Sandusky, Ohio, USA) war eine Holzachterbahn des Herstellers Dinn Corporation, die am 11. Mai 1991 eröffnet wurde. Am 16. September 2016 wurde sie geschlossen um Platz zu machen für Steel Vengeance, welche die Stützen von Mean Streak zum Teil nutzt.
Die von Curtis D. Summers konstruierte Bahn war zum Zeitpunkt ihrer Eröffnung mit einer Höhe von 49,1 m die höchste Holzachterbahn der Welt.

## Fotos

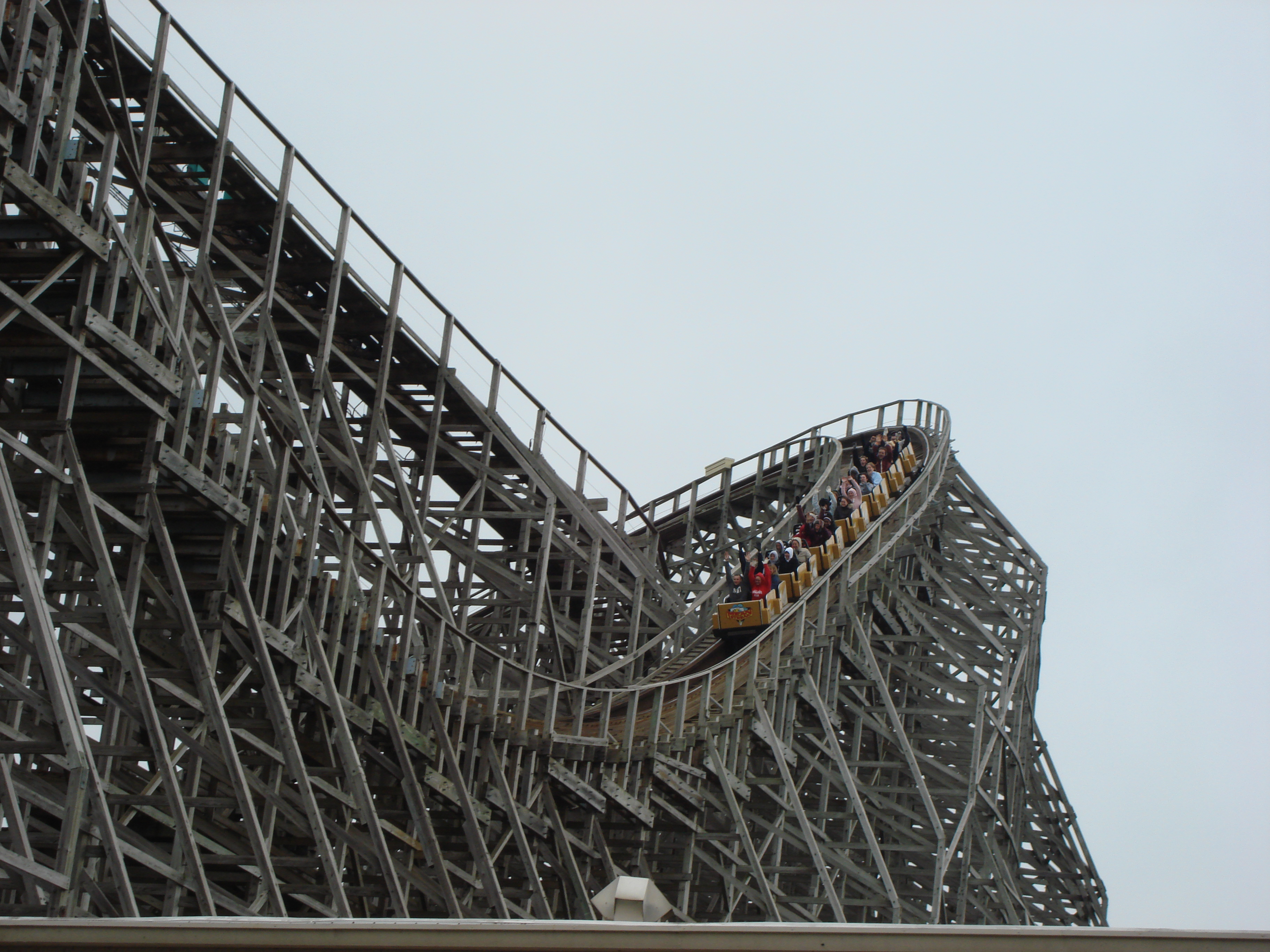
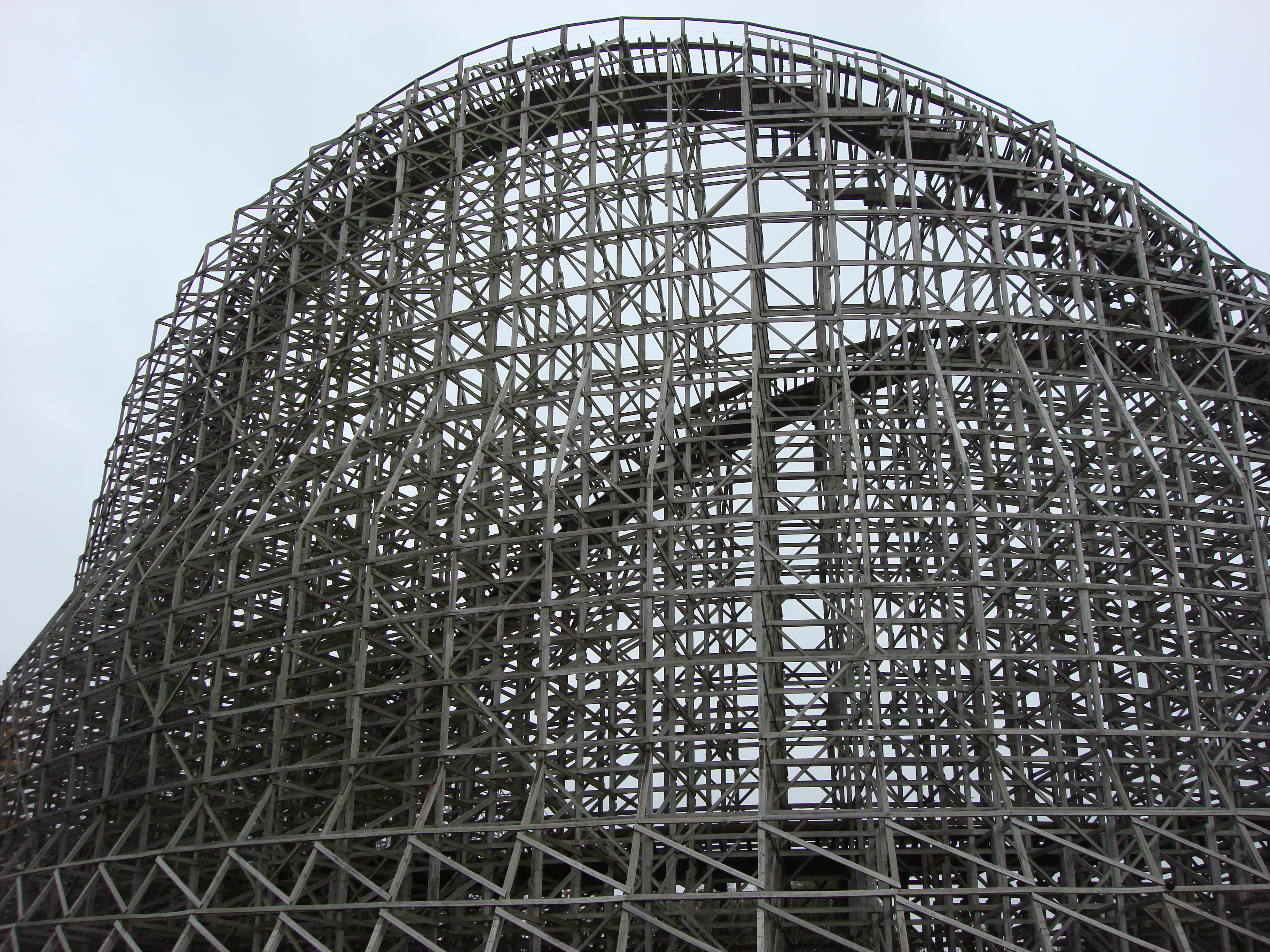

## Fahrt
Auf der mit zwölf Hügeln ausgestatteten 1654,4 m langen Strecke befanden sich viele Kurven, Abschnitte, die mit hoher Geschwindigkeit durchfahren werden, sowie Momente mit negativen g-Kräften (siehe Airtime). Dabei durchfuhr der Zug auch neunmal das Gerüst der Bahn, dem der Zug sehr nahe kommt, so genannte Headchopper.

## Züge
Mean Streak besaß drei Züge mit jeweils sieben Wagen. In jedem Wagen konnten vier Personen (zwei Reihen à zwei Personen) Platz nehmen. Die Fahrgäste mussten mindestens 1,22 m groß sein um mitfahren zu dürfen. Als Rückhaltesystem kamen Kopfstützen, individuell einrastende Schoßbügel und Sicherheitsgurte zum Einsatz.